# سباق الطريق للرجال تحت 23 سنة في بطولة العالم لسباق الدراجات على الطريق 2019
سباق الطريق للرجال تحت 23 سنة في بطولة العالم لسباق الدراجات على الطريق 2019 هو سباق دراجات هوائية، وهو الموسم رقم 24 من السباق، وأقيم في 27 سبتمبر 2019، وامتدّ لمسافة 173 كيلومتر، وهو أحد سباقات بطولة العالم لسباق الدراجات على الطريق 2019، وقد شارك في السباق  158 متسابقاً.
فاز فيه بالمركز الأول  Samuele Battistella ‏، وبالمركز الثاني  Stefan Bissegger ‏، وبالمركز الثالث  توم بيدكوك.

## الفرق
| فرق وطنية (46)- فريق أنجويلا لسباق الدراجات للرجال 2019‏ - فريق ألمانيا لركوب الدراجات للرجال 2019‏ - فريق الأرجنتين لركوب الدراجات للرجال 2019‏ - فريق أستراليا لركوب الدراجات للرجال 2019‏ - فريق النمسا لركوب الدراجات للرجال 2019‏ - فريق بلجيكا لركوب الدراجات للرجال 2019 ‏ - فريق روسيا البيضاء لركوب الدراجات للرجال 2019‏ - فريق البرازيل لركوب الدراجات للرجال 2019‏ - فريق بوركينا فاسو لركوب الدراجات 2019‏ - فريق كندا لركوب الدراجات للرجال 2019‏ - فريق تشيلي لركوب الدراجات للرجال 2019‏ - منتخب الصين الوطني لسباق الدراجات على الطريق للرجال 2019‏ - فريق كولومبيا لركوب الدراجات للرجال 2019‏ - فريق التشيك لركوب الدراجات للرجال 2019‏ - فريق الدنمارك لركوب الدراجات للرجال 2019 ‏ - فريق إرتريا لركوب الدراجات 2019 ‏ - فريق إسبانيا لركوب الدراجات للرجال 2019 ‏ - فريق إستونيا لركوب الدراجات للرجال 2019‏ - فريق فنلندا لركوب الدراجات للرجال 2019‏ - فريق فرنسا لركوب الدراجات للرجال 2019 ‏ - فريق المملكة المتحدة لركوب الدراجات للرجال 2019 ‏ - منتخب هونغ كونغ لركوب الدراجات للرجال 2019‏ - منتخب هندوراس الوطني لسباق الدراجات على الطريق للرجال 2019‏ - فريق المجر لركوب الدراجات للرجال 2019‏ - فريق جمهورية أيرلندا لركوب الدراجات للرجال 2019‏ - فريق إيطاليا لركوب الدراجات للرجال 2019 ‏ - فريق اليابان لركوب الدراجات للرجال 2019‏ - فريق كازاخستان لركوب الدراجات للرجال 2019 ‏ - فريق ليتوانيا لركوب الدراجات للرجال 2019‏ - فريق لوكسمبورغ لركوب الدراجات 2019‏ - فريق هولندا لركوب الدراجات للرجال 2019 ‏ - فريق النرويج لركوب الدراجات للرجال 2019 ‏ - فريق نيوزيلندا لركوب الدراجات 2019‏ - فريق بولندا لركوب الدراجات 2019 ‏ - فريق البرتغال لركوب الدراجات للرجال 2019 ‏ - فريق رومانيا لركوب الدراجات للرجال 2019‏ - فريق روسيا لركوب الدراجات 2019 ‏ - فريق رواندا لركوب الدراجات للرجال 2019‏ - فريق سلوفينيا لركوب الدراجات للرجال 2019‏ - فريق جنوب أفريقيا لركوب الدراجات للرجال 2019‏ - فريق صربيا لركوب الدراجات للرجال 2019‏ - فريق سويسرا لركوب الدراجات 2019 ‏ - فريق سلوفاكيا لركوب الدراجات 2019‏ - فريق السويد لركوب الدراجات للرجال 2019‏ - فريق ترينيداد وتوباغو لسباق الدراجات للسيدات 2019‏ - فريق الولايات المتحدة لسباق الدراجات الهوائية للرجال 2019 ‏ |  |
| |  |

## التصنيف العام النهائي
| \| التصنيف العام \| التصنيف العام \| التصنيف العام \| التصنيف العام \| التصنيف العام \| \| العداء \| العداء \| الفريق \| الوقت \| \| \| ------------- \| -------------------------------- \| ------------------------------------------------------------------------------------ \| ------------- \| ------------- \| \| 1 \| Samuele Battistella [الإنجليزية]‏ \| منتخب إيطاليا الوطني لسباق الدراجات على الطريق للرجال تحت 23 سنة [لغات أخرى]‏ \| 3 س 53 د 52 ث \| \| \| 2 \| Stefan Bissegger [الإنجليزية]‏ \| منتخب سويسرا الوطني لسباق الدراجات على الطريق للرجال تحت 23 سنة [لغات أخرى]‏ \| + 0 ث \| \| \| 3 \| توم بيدكوك \| منتخب المملكة المتحدة الوطني لسباق الدراجات على الطريق للرجال تحت 23 سنة [لغات أخرى]‏ \| + 0 ث \| \| \| 4 \| سيرجيو هيغويتا \| منتخب كولومبيا الوطني لسباق الدراجات على الطريق للرجال تحت 23 سنة 2019‏ \| + 0 ث \| \| \| 5 \| Andreas Kron [الإنجليزية]‏ \| منتخب الدنمارك الوطني لسباق الدراجات على الطريق للرجال تحت 23 سنة [لغات أخرى]‏ \| + 0 ث \| \| \| 6 \| توبياس فوس \| النرويج تحت 23 سنة \| + 0 ث \| \| \| 7 \| Pascal Eenkhoorn [الإنجليزية]‏ \| منتخب هولندا الوطني لسباق الدراجات على الطريق للرجال تحت 23 سنة [لغات أخرى]‏ \| + 38 ث \| \| \| 8 \| ميكيل بيرج \| منتخب الدنمارك الوطني لسباق الدراجات على الطريق للرجال تحت 23 سنة [لغات أخرى]‏ \| + 38 ث \| \| \| 9 \| Mathieu Burgaudeau [الإنجليزية]‏ \| فريق فرنسا لركوب الدراجات للرجال تحت 23 سنة [لغات أخرى]‏ \| + 38 ث \| \| \| 10 \| Torjus Sleen [الإنجليزية]‏ \| النرويج تحت 23 سنة \| + 38 ث \| \| |                      |                                                                           |               |  |
| |                      |                                                                           |               |  |
| مصدر: ProCyclingStats |                      |                                                                           |               |  |
| التصنيف العام |                      |                                                                           |               |  |
| العداء | العداء               | الفريق                                                                    | الوقت         |  |
| 1 | Samuele Battistella ‏ | منتخب إيطاليا الوطني لسباق الدراجات على الطريق للرجال تحت 23 سنة ‏         | 3 س 53 د 52 ث |  |
| 2 | Stefan Bissegger ‏    | منتخب سويسرا الوطني لسباق الدراجات على الطريق للرجال تحت 23 سنة ‏          | + 0 ث         |  |
| 3 | توم بيدكوك           | منتخب المملكة المتحدة الوطني لسباق الدراجات على الطريق للرجال تحت 23 سنة ‏ | + 0 ث         |  |
| 4 | سيرجيو هيغويتا       | منتخب كولومبيا الوطني لسباق الدراجات على الطريق للرجال تحت 23 سنة 2019‏    | + 0 ث         |  |
| 5 | Andreas Kron ‏        | منتخب الدنمارك الوطني لسباق الدراجات على الطريق للرجال تحت 23 سنة ‏        | + 0 ث         |  |
| 6 | توبياس فوس           | النرويج تحت 23 سنة                                                        | + 0 ث         |  |
| 7 | Pascal Eenkhoorn ‏    | منتخب هولندا الوطني لسباق الدراجات على الطريق للرجال تحت 23 سنة ‏          | + 38 ث        |  |
| 8 | ميكيل بيرج           | منتخب الدنمارك الوطني لسباق الدراجات على الطريق للرجال تحت 23 سنة ‏        | + 38 ث        |  |
| 9 | Mathieu Burgaudeau ‏  | فريق فرنسا لركوب الدراجات للرجال تحت 23 سنة ‏                              | + 38 ث        |  |
| 10 | Torjus Sleen ‏        | النرويج تحت 23 سنة                                                        | + 38 ث        |  |

## وصلات خارجية
- الموقع الرسمي
- لمحة عن سباق سباق الطريق للرجال تحت 23 سنة في بطولة العالم لسباق الدراجات على الطريق 2019 على موقع  ProCyclingStats   (برو  سايكلنج  ستاتس) - إحصاءات  محترفي  الدراجات.
- سباق الطريق للرجال تحت 23 سنة في بطولة العالم لسباق الدراجات على الطريق 2019 على موقع إحصائيات الدراجات الإحترافية (الإنجليزية)